# Srđan Dragojević

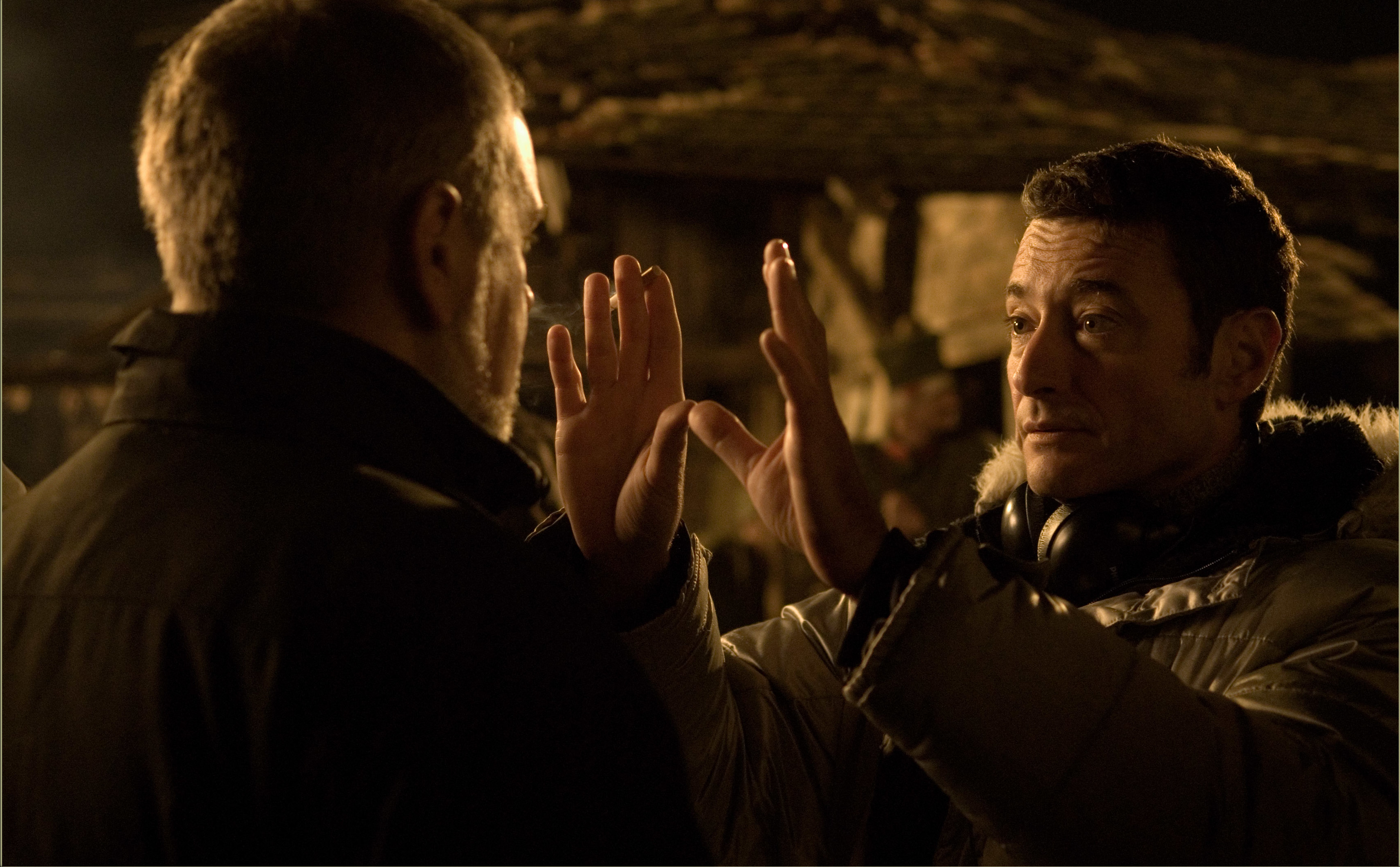
Srđan Dragojević, 2007.

Srđan Dragojević (serbiska: Срђан Драгојевић), född 1 januari 1963 i Belgrad, är en serbisk filmregissör och manusförfattare.
Dragojević är bland annat känd för filmen Flammande byar (1996) om kriget i forna Jugoslavien. Filmen lockade mycket folk till biosalongerna men ansågs också kontroversiell på grund av sitt politiska innehåll. Den tilläts bland annat inte att tävla i Filmfestivalen i Venedig 1996. Både Flammande byar och hans efterföljande film Rane (1998)  utsågs till bästa film vid Stockholms filmfestival.
Sedan 2010 är Srđan Dragojević är politiskt engagerad i Serbiens socialistiska parti och stod på valbar plats vid parlamentsvalet 2012.

## Filmografi i urval
- 1996 – Flammande byar
- 1998 – Rane
- 2012 – Paraden